# Pakistan Super League 2022
Die Pakistan Super League 2022 war die siebte Saison der im Twenty20-Format ausgetragenen Pakistan Super League für pakistanische Cricket-Franchises, dass vom 27. Januar bis 27. Februar 2022 ausgetragen wurde.  Im Finale konnten sich die Lahore Qalandars mit 42 Runs gegen die Multan Sultans durchsetzen.

## Franchises
Dieses Jahr nehmen sechs Franchises am Turnier teil.
| Franchise         | Heimatort |
| ----------------- | --------- |
| Islamabad United  | Islamabad |
| Karachi Kings     | Karatschi |
| Lahore Qalandars  | Lahore    |
| Peshawar Zalmi    | Peschawar |
| Quetta Gladiators | Quetta    |
| Multan Sultans    | Multan    |

## Austragungsorte
Die Saison wurde zum zweiten Mal komplett in Pakistan ausgetragen.
| Austragungsort   | Ort       | Kapazität |
| ---------------- | --------- | --------- |
| National Stadium | Karatschi | 34.228    |
| Gaddafi Stadium  | Lahore    | 27.000    |

## Resultate

### Gruppenphase
Tabelle
Die vier bestplatzierten nach der Vorrunde qualifizierten sich für die Playoffs.
| Teams             | Sp. | S | N | NR | P  | NRR    |
| ----------------- | --- | - | - | -- | -- | ------ |
| Multan Sultans    | 10  | 9 | 1 | 0  | 18 | +1.253 |
| Lahore Qalandars  | 10  | 6 | 4 | 0  | 12 | +0.765 |
| Peshawar Zalmi    | 10  | 6 | 4 | 0  | 12 | –0.340 |
| Islamabad United  | 10  | 4 | 6 | 0  | 8  | –0.069 |
| Quetta Gladiators | 10  | 4 | 6 | 0  | 8  | –0.708 |
| Karachi Kings     | 10  | 1 | 9 | 0  | 2  | –0.891 |

Spiele
| 27. Januar Scorecard | Karatschi | Karachi Kings 124-5 (20)             | – | Multan Sultans 126-3 (18.2) |
|                      |           | Multan Sultans gewinnt mit 7 Wickets |   |                             |

| 28. Januar Scorecard | Karatschi | Quetta Gladiators 190-4 (20)         | – | Peshawar Zalmi 191-5 (19.4) |
|                      |           | Peshawar Zalmi gewinnt mit 5 Wickets |   |                             |

| 29. Januar Scorecard | Karatschi | Lahore Qalandars 206-5 (20)          | – | Multan Sultans 209-5 (19.4) |
|                      |           | Multan Sultans gewinnt mit 5 Wickets |   |                             |

| 29. Januar Scorecard | Karatschi | Karachi Kings 113 (20)                  | – | Quetta Gladiators 115-2 (15.4) |
|                      |           | Quetta Gladiators gewinnt mit 8 Wickets |   |                                |

| 30. Januar Scorecard | Karatschi | Peshawar Zalmi 168-6 (20)              | – | Islamabad United 172-1 (15.5) |
|                      |           | Islamabad United gewinnt mit 9 Wickets |   |                               |

| 30. Januar Scorecard | Karatschi | Karachi Kings 170-7 (20)               | – | Lahore Qalandars 174-4 (19.2) |
|                      |           | Lahore Qalandars gewinnt mit 6 Wickets |   |                               |

| 31. Januar Scorecard | Karatschi | Multan Sultans 174-4 (20)         | – | Quetta Gladiators 168 (19.5) |
|                      |           | Multan Sultans gewinnt mit 6 Runs |   |                              |

| 1. Februar Scorecard | Karatschi | Multan Sultans 217-5 (20)          | – | Islamabad United 197 (19.4) |
|                      |           | Multan Sultans gewinnt mit 20 Runs |   |                             |

| 2. Februar Scorecard | Karatschi | Lahore Qalandars 199-4 (20)          | – | Peshawar Zalmi 170-9 (20) |
|                      |           | Lahore Qalandars gewinnt mit 29 Runs |   |                           |

| 3. Februar Scorecard | Karatschi | Islamabad United 229-4 (20)          | – | Quetta Gladiators 186 (19.3) |
|                      |           | Islamabad United gewinnt mit 43 Runs |   |                              |

| 4. Februar Scorecard | Karatschi | Peshawar Zalmi 173-4 (20)         | – | Karachi Kings 164-6 (20) |
|                      |           | Peshawar Zalmi gewinnt mit 9 Runs |   |                          |

| 5. Februar Scorecard | Karatschi | Lahore Qalandars 174-9 (20)         | – | Islamabad United 166-5 (20) |
|                      |           | Lahore Qalandars gewinnt mit 8 Runs |   |                             |

| 5. Februar Scorecard | Karatschi | Multan Sultans 222-3 (20)          | – | Peshawar Zalmi 165-8 (20) |
|                      |           | Multan Sultans gewinnt mit 57 Runs |   |                           |

| 6. Februar Scorecard | Karatschi | Islamabad United 177-6 (20)          | – | Karachi Kings 135-9 (20) |
|                      |           | Islamabad United gewinnt mit 42 Runs |   |                          |

| 7. Februar Scorecard | Karatschi | Lahore Qalandars 204-5 (20)             | – | Quetta Gladiators 207-3 (19.3) |
|                      |           | Quetta Gladiators gewinnt mit 7 Wickets |   |                                |

| 10. Februar Scorecard | Lahore | Multan Sultans 182-7 (20)          | – | Peshawar Zalmi 140 (19.3) |
|                       |        | Multan Sultans gewinnt mit 42 Runs |   |                           |

| 11. Februar Scorecard | Lahore | Lahore Qalandars 182-4 (20)          | – | Multan Sultans 130 (19.3) |
|                       |        | Lahore Qalandars gewinnt mit 52 Runs |   |                           |

| 12. Februar Scorecard | Lahore | Islamabad United 199-8 (20)             | – | Quetta Gladiators 203-5 (19.4) |
|                       |        | Quetta Gladiators gewinnt mit 5 Wickets |   |                                |

| 13. Februar Scorecard | Lahore | Peshawar Zalmi 193-6 (20)          | – | Karachi Kings 138-6 (20) |
|                       |        | Peshawar Zalmi gewinnt mit 55 Runs |   |                          |

| 13. Februar Scorecard | Lahore | Quetta Gladiators 141-7 (20)           | – | Lahore Qalandars 143-2 (17.4) |
|                       |        | Lahore Qalandars gewinnt mit 8 Wickets |   |                               |

| 14. Februar Scorecard | Lahore | Islamabad United 191-7 (20)        | – | Karachi Kings 190-8 (20) |
|                       |        | Islamabad United gewinnt mit 1 Run |   |                          |

| 15. Februar Scorecard | Lahore | Peshawar Zalmi 185-7 (20)          | – | Quetta Gladiators 161-8 (20) |
|                       |        | Peshawar Zalmi gewinnt mit 24 Runs |   |                              |

| 16. Februar Scorecard | Lahore | Karachi Kings 174-6 (20)             | – | Multan Sultans 176-3 (19.3) |
|                       |        | Multan Sultans gewinnt mit 7 Wickets |   |                             |

| 17. Februar Scorecard | Lahore | Peshawar Zalmi 206-8 (20)          | – | Islamabad United 196-7 (20) |
|                       |        | Peshawar Zalmi gewinnt mit 10 Runs |   |                             |

| 18. Februar Scorecard | Lahore | Multan Sultans 245-3 (20)           | – | Quetta Gladiators 128 (15.5) |
|                       |        | Multan Sultans gewinnt mit 117 Runs |   |                              |

| 18. Februar Scorecard | Lahore | Karachi Kings 149 (20)            | – | Lahore Qalandars 127-9 (20) |
|                       |        | Karachi Kings gewinnt mit 22 Runs |   |                             |

| 19. Februar Scorecard | Lahore | Lahore Qalandars 197-6 (20)          | – | Islamabad United 131-9 (20) |
|                       |        | Lahore Qalandars gewinnt mit 66 Runs |   |                             |

| 20. Februar Scorecard | Lahore | Quetta Gladiators 166-4 (20)          | – | Karachi Kings 143-8 (20) |
|                       |        | Quetta Gladiators gewinnt mit 23 Runs |   |                          |

| 20. Februar Scorecard | Lahore | Islamabad United 105-7 (20)          | – | Multan Sultans 111-4 (17.2) |
|                       |        | Multan Sultans gewinnt mit 6 Wickets |   |                             |

| 21. Februar Scorecard | Lahore | Peshawar Zalmi 158-7 (20) / 8-0 (0.2) | – | Lahore Qalandars 158-8 (20) / 5-0 (1) |
|                       |        | Peshawar Zalmi gewinnt im Super Over  |   |                                       |

### Qualifier
| 23. Februar Scorecard | Lahore | Multan Sultans 163-2 (20)          | – | Lahore Qalandars 135-9 (20) |
|                       |        | Multan Sultans gewinnt mit 28 Runs |   |                             |

### Eliminator 1
| 24. Februar Scorecard | Lahore | Peshawar Zalmi 169-5 (20)              | – | Islamabad United 170-5 (19.5) |
|                       |        | Islamabad United gewinnt mit 5 Wickets |   |                               |

### Eliminator 2
| 25. Februar Scorecard | Lahore | Lahore Qalandars 168-7 (20)         | – | Islamabad United 162 (19.4) |
|                       |        | Lahore Qalandars gewinnt mit 6 Runs |   |                             |

### Finale
| 27. Februar Scorecard | Lahore | Lahore Qalandars 180-5 (20)          | – | Multan Sultans 138 (19.3) |
|                       |        | Lahore Qalandars gewinnt mit 42 Runs |   |                           |